# Witstippelschildmos
Witstippelschildmos (Punctelia borreri) is een korstmossoort uit de familie Parmeliaceae. Het leeft samen met een alg uit het geslacht Trebouxia.

## Determinatie
Witstippelschildmos is een bladvormig korstmos dat tamelijk dicht tegen het substraat groeit. De bovenzijde van het thallus heeft een heldergrijze tot blauwgroenachtig grijze kleur. De lobben zijn breed afgerond (± 1 cm breed), ondiep ingesneden en de randen zijn opstijgend. Op de lobben zitten veel puntvormige, ovale, witte pseudocyphellen die sterk in grootte verschillen. De soralen zijn wit, rond en beginnen op de pseudocyphellen. De soort heeft geen isidiën.
Witstippelschildmos kan verward worden met:
- gestippeld schildmos (Punctelia subrudecta), maar deze heeft  minder contrastrijke pseudocyphellen en heeft ronde soralen
- rijpschildmos (Punctelia jeckeri), maar deze heeft randstandige, lijnvormige soralen met name op de lobranden
- gewoon schildmos (Parmelia sulcata), maar deze heeft lijnvormige structuren midden op de lobben

## Ecologie
Witstippelschildmos leeft hoofdzakelijk als epifyt op stammen en takken van goedbelichte bomen en struiken met een niet al te zure schors. Soms komt het ook voor op steen.

## Verspreiding
In Nederland is witstippelschildmos algemeen; de soort is niet bedreigd en staat niet op de Nederlandse Rode Lijst.